# NGC 5442
NGC 5442 (другие обозначения — MCG -1-36-6, VV 691, IRAS14020-0928, PGC 50189) — спиральная галактика (Sb) в созвездии Дева.
Этот объект входит в число перечисленных в оригинальной редакции «Нового общего каталога».
В галактике вспыхнула сверхновая SN 2001U типа Ia, её пиковая видимая звездная величина составила 17,7.
В галактике вспыхнула сверхновая SN 2011bz типа Ia, её пиковая видимая звездная величина составила 17,4.